# Незнаниці
Незнаниці (пол. Nieznanice) — село в Польщі, у гміні Кломниці Ченстоховського повіту Сілезького воєводства.
Населення — 617 осіб (2011).
У 1975-1998 роках село належало до Ченстоховського воєводства.

## Демографія
Демографічна структура станом на 31 березня 2011 року:
|          | Загалом | Допрацездатний вік | Працездатний вік | Постпрацездатний вік |
| -------- | ------- | ------------------ | ---------------- | -------------------- |
| Чоловіки | 321     | 60                 | 227              | 34                   |
| Жінки    | 296     | 55                 | 171              | 70                   |
| Разом    | 617     | 115                | 398              | 104                  |